# Dans la toile du temps
Dans la toile du temps (titre original : Children of Time) est un roman de science-fiction d'Adrian Tchaikovsky paru en 2015 puis traduit en français et publié en 2018.

## Résumé
Une planète lointaine, anciennement terraformée par l'humanité, est habitée par une race d'araignées intelligentes dont l'évolution a été accidentellement accélérée par un nanovirus d'origine humaine. Des millénaires plus tard, un vaisseau transportant les derniers représentants de l'humanité s'en approche,. L'œuvre met en scène le contraste entre le développement sociétal des araignées et le déclin vers la barbarie de l'équipage du vaisseau des derniers humains.

## Accueil critique
Dans la toile du temps a reçu une critique positive du Financial Times pour sa « maîtrise du traitement de thèmes ambitieux - la divinité, le messianisme, l'intelligence artificielle, la vie extraterrestre ». Pour Le Monde diplomatique, « avec son roman, à la fois ode à la tolérance et fable darwiniste, l’auteur bouscule le postulat anthropocentré d’une humanité solitaire, conquérante, et qui se croit maîtresse des mondes ».
En compétition avec six autres œuvres retenues parmi un total de 113 livres, il a obtenu le prix Arthur-C.-Clarke du meilleur livre de science-fiction de l'année en août 2016,. Le directeur du prix a déclaré que le roman avait « une dimension universelle et un sens du merveilleux qui rappellent Clarke lui-même ».

## Adaptation et suite
En juillet 2017, les droits ont été vendus pour une éventuelle adaptation cinématographique. Une suite à Dans la toile du temps, intitulée Dans les profondeurs du temps, est sortie en mai 2019.